# Pfarreizentrum St. Maria (Ins)

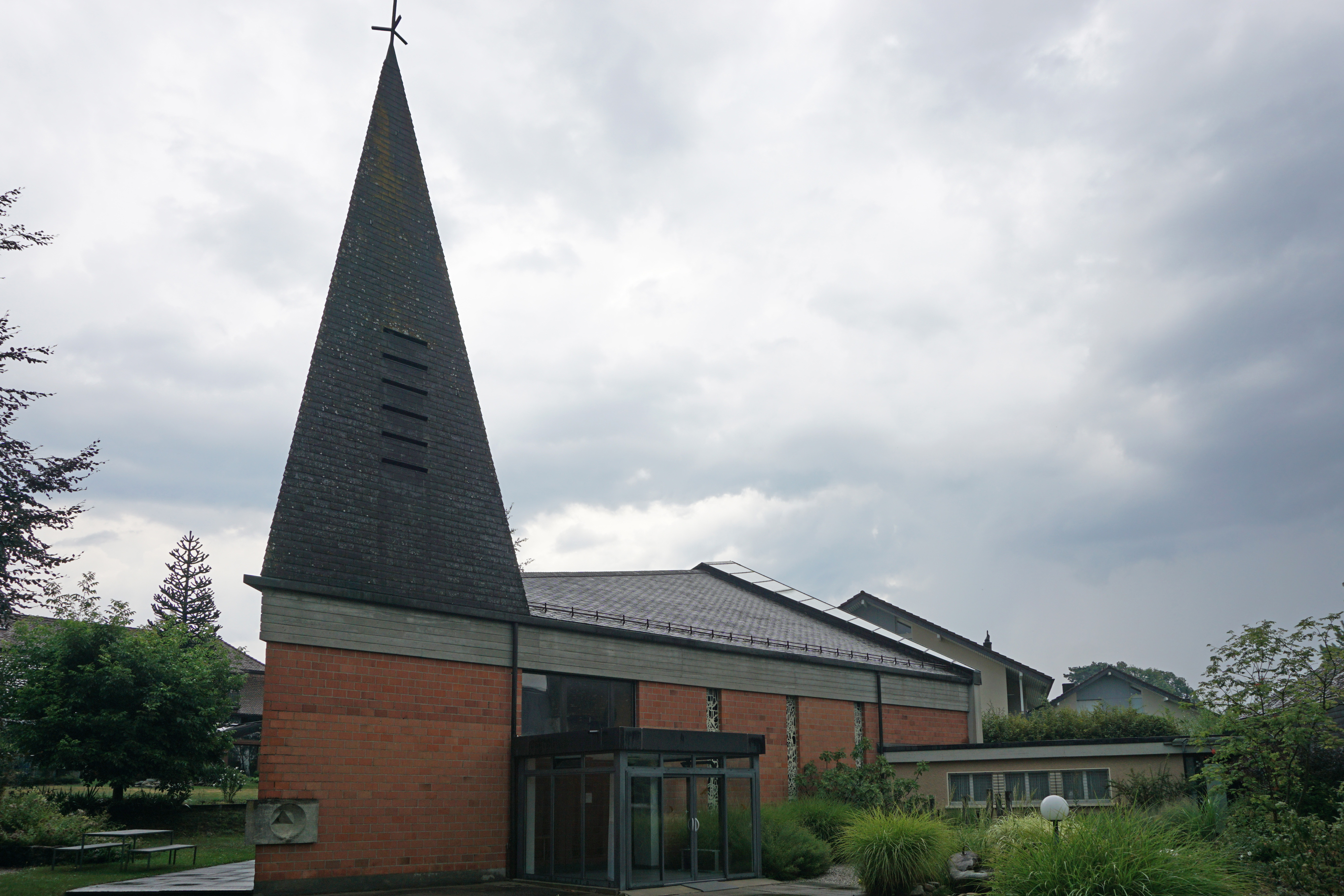
Marienkirche Ins

Das  Pfarreizentrum St. Maria in Ins ist seit Mai 2017 eines der vier Zentren der neuen regionalen römisch-katholischen Pfarrei Seeland-Lyss, neben Pfarreizentrum St. Peter und Paul (Täuffelen), Maria Geburt (Lyss) und dem Pfarreizentrum St. Katharina (Büren an der Aare). Die 1963–1964 erbaute Kirche ist im Bauinventar des Kantons Bern als schützenswertes K-Objekt eingestuft.

## Geschichte und Pfarreistruktur
Am 13. Mai 2017 errichtete Bischof Felix Gmür den Pastoralraum Seeland und dabei wurde Ins mit der angeschlossenen Filiale Täuffelen ein Teil der neu umschriebenen Pfarrei Seeland-Lyss.
Das Einzugsgebiet des Pfarreizentrums umfasst die Orte Brüttelen, Erlach, Finsterhennen, Gals, Gampelen, Ins, Jens, Kappelen BE, Müntschemier, Treiten, Tschugg und Vinelz. Auf Grund des künstlerischen Konzepts von Peter Travaglini erstellte das Architekturbüro atelier 64, Hugo Götschi aus Ins die Kirche. Der Grundstein mit den Symbolen Alpha und Omega wurde am 26. Mai 1963 gelegt und am 7. Juni 1964 wurde die Marienkirche von Bischof Franziskus von Streng eingeweiht. Seither wurden wegen der sich wandelnden Bedürfnissen verschiedene Um- und Anbauten vorgenommen.

## Baubeschreibung
Auf dem erhöhten Grundstück am Fauggersweg 8, von der Strasse nicht einsehbar, steht auf einem trapezförmigen Grundriss der moderne Kirchenbau. Die Seitenwände sind in Backsteinmauerwerk und die überhöhte Chorwand in Sichtbeton ausgeführt. An der südwestlichen spitzwinklig auslaufenden Ecke steht der Kirchturm. Er ist wie auch das gegen den Chor ansteigende Kirchenschiff mit schwarzem Eternit umfassend eingedeckt. Der südseitige Eingang ist direkt neben dem Turm in der noch relativ engen Zone des Kirchenraums mit der anschliessenden Taufkapelle. Trichterförmig und symmetrisch weitet sich das Kirchenschiff zum Chor. Von oben fällt indirektes Licht auf den Altarbereich und mit den farbigen Seitenfenstern soll eine stimmungsvolle Atmosphäre erreicht werden.

### Ausstattung

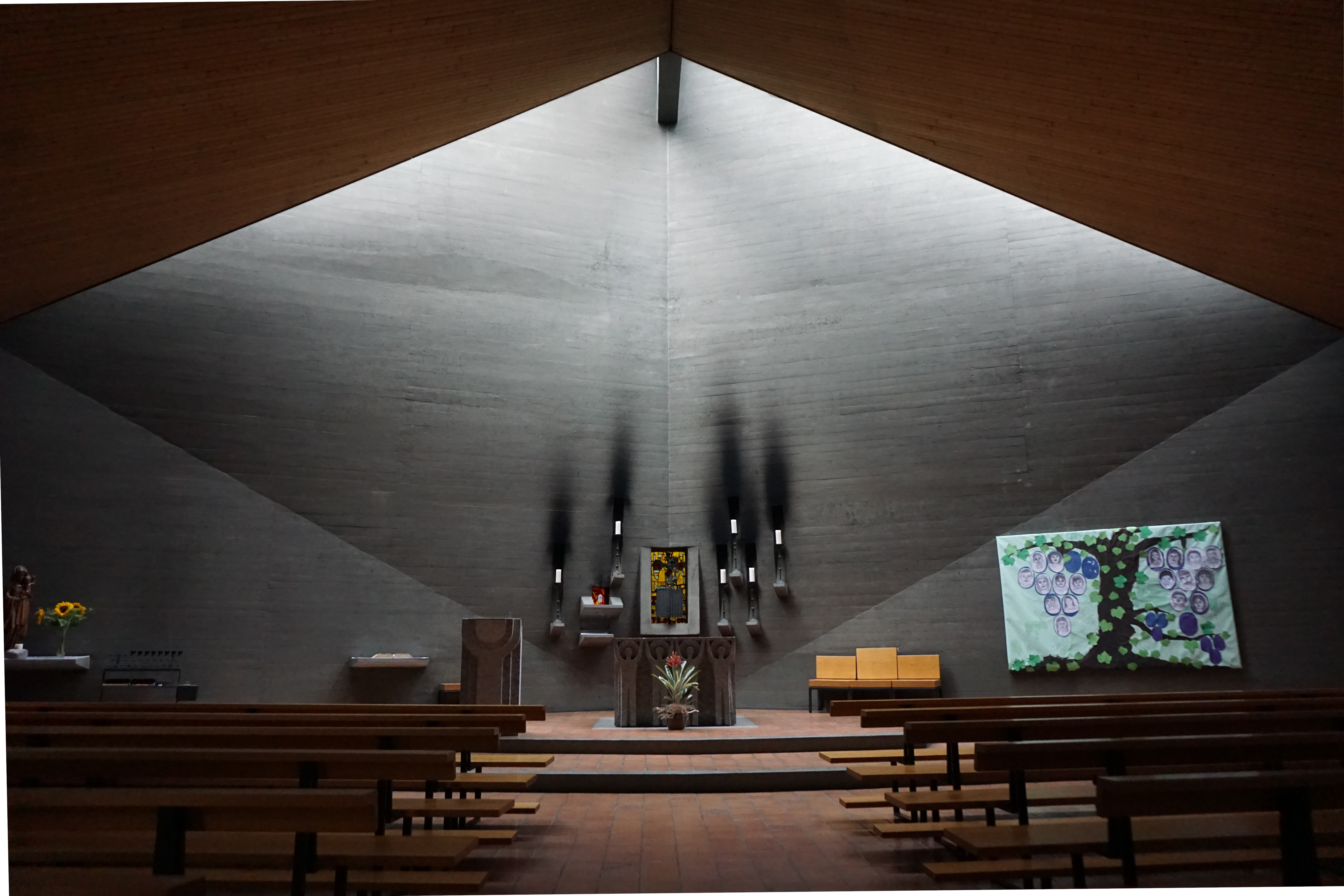
Inneres der Marienkirche Ins

Die Betonglasfenster von Travaglini haben die sieben heiligen Sakramente zum Thema: Die Taufe mit der Heiligen Dreifaltigkeit, die Firmung mit dem Pfingstgeschehen, die Busse mit den als Dornenkrone gezeigten Sünden der Menschen, die Ehe mit der Liebe und Gottes Segen zu neuem Leben, das Altarsakrament mit dem Abendmahl, die Krankensalbung mit violetten Formen für Krankheiten die zur Erlösung im goldfarbigen Kreuz führen und die Priesterweihe, dem Ruf Gottes zum Priesterstand.
Der Fussboden besteht aus Tonplatten mit vielen kleinen Tier und Pflanzenreliefs, welche die Vielfalt der Schöpfung symbolisieren. Aus Castion-Granit sind der Taufstein und der Altar geformt. Silhouetten der zwölf Apostel als Relief umfassen den Altarblock. Der massive Ambo entstand 1994. Der Tabernakel, das Kruzifix, die Kerzenständer und Türgriffe sind aus Bronzeguss gefertigt.

### Glocken
Das Geläute der drei Glocken ist mit den Schlagtönen g’, h’ und d’ auf das der evangelisch-reformierten Kirche abgestimmt. Ihre Symbolik gilt der Dreifaltigkeit Gottes und dazu der Verehrung Mariens. Die Inschriften mit den Darstellungen sind: 1. Am Anfang schuf Gott Himmel und Erde mit der Erschaffung Evas, 2. Christus gestern, heute und morgen mit der Hochzeit von Kanaan, 3. Der Geist des Herrn erfüllt den Erdkreis mit der Ausgiessung des Heiligen Geistes.

## Umgebung
Die Nebengebäude, wie das Pfarrhaus mit den Unterrichtsräumen und die als Verbindungselement zur Kirche gebaute Sakristei, sollen gemäss der seit 2016 laufenden Planung ersetzt werden. Gleichzeitig soll auch die Kirche eine Renovierung erfahren. Es ist beabsichtigt das Pfarrhaus mit der Wohnung bis zum Kellergeschoss zurück zu bauen und über dem seitlich versetzten Saaltrakt ein Geschoss mit Gemeindesaal und Unterrichtsräumen aufzubauen. Beim Bauprojekt soll der Zugang zur Kirche mit einer breiten Freitreppe und einem Lift im Gebäude eingerichtet werden. Danach soll der freie Blick von der Strasse zur Kirche offen sein. Durch die COVID-19-Pandemie 2020 ist die Verwirklichung des Bauvorhabens unterbrochen worden. Seit 23. März 2023 sind die Kirche und das Pfarreizentrum wieder geöffnet.